# 가바타촌 (구마모토현)
가바타촌(일본어: 河馬田村)은 일본 구마모토현 아마쿠사군에 설치되었던 촌이다. 

## 역사
- 1889년 4월 1일 - 정촌제 시행에 의해 가바타촌이 성립하였다.
- 1902년 4월 1일 - 구 스모토정과 합병해 새로운 스모토정이 성립하였다.

## 참고 문헌
- 角川日本地名大辞典編纂委員会, 『角川日本地名大辞典 43 熊本県』1987, 角川書店